# Na Křemenci
Rybník  Na Křemenci  o rozloze vodní plochy 0,48 ha je lesní rybník nalézající se v lese asi 1 km jihozápadně od obce Staré Nechanice v okrese Hradec Králové. Jedná se o nebeský rybník bez vlastního přítoku vody závislý na zimních srážkách. V suchém létě roku 2018 byl téměř vyschlý.

## Galerie

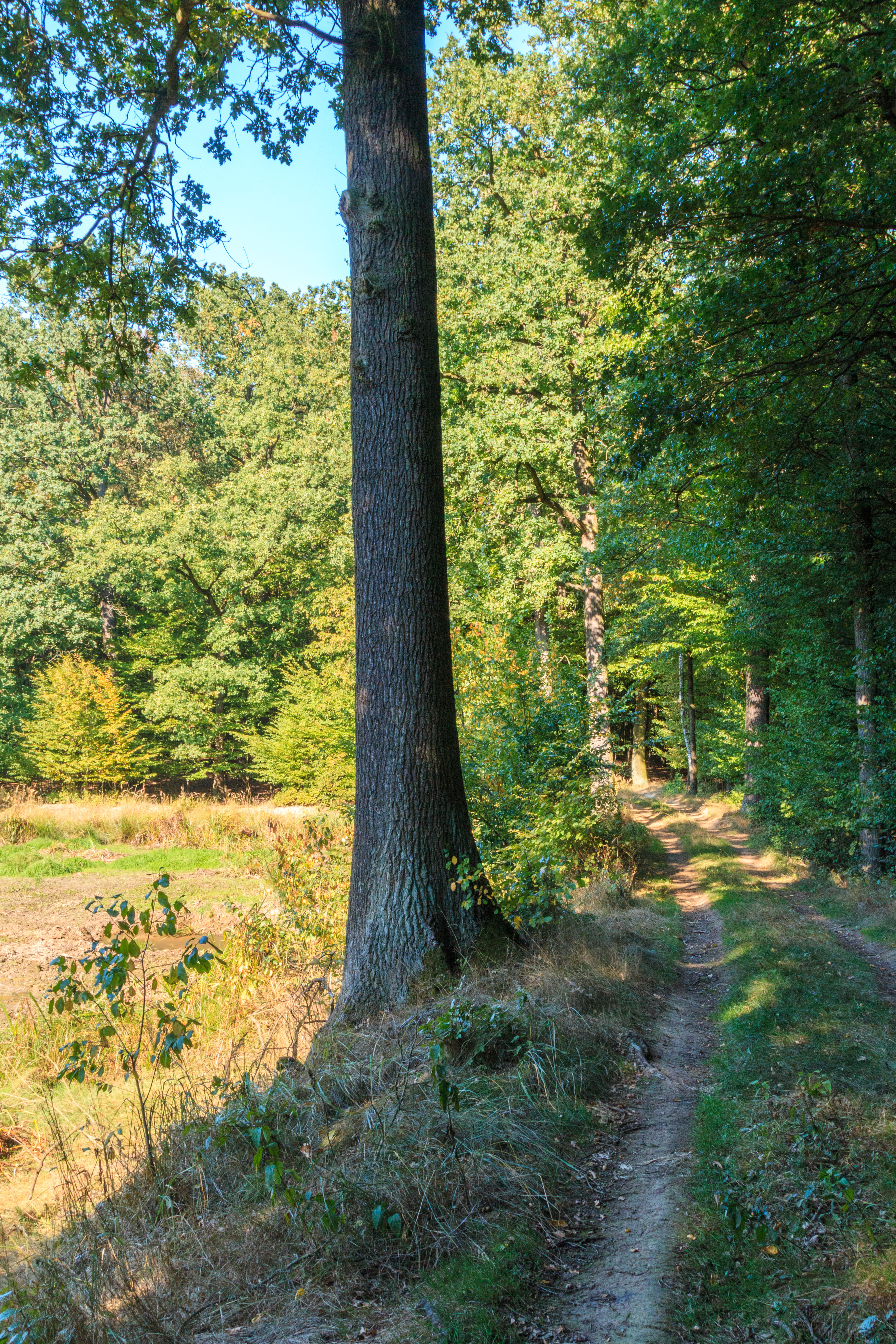
pohled na rybník Na Křemenci
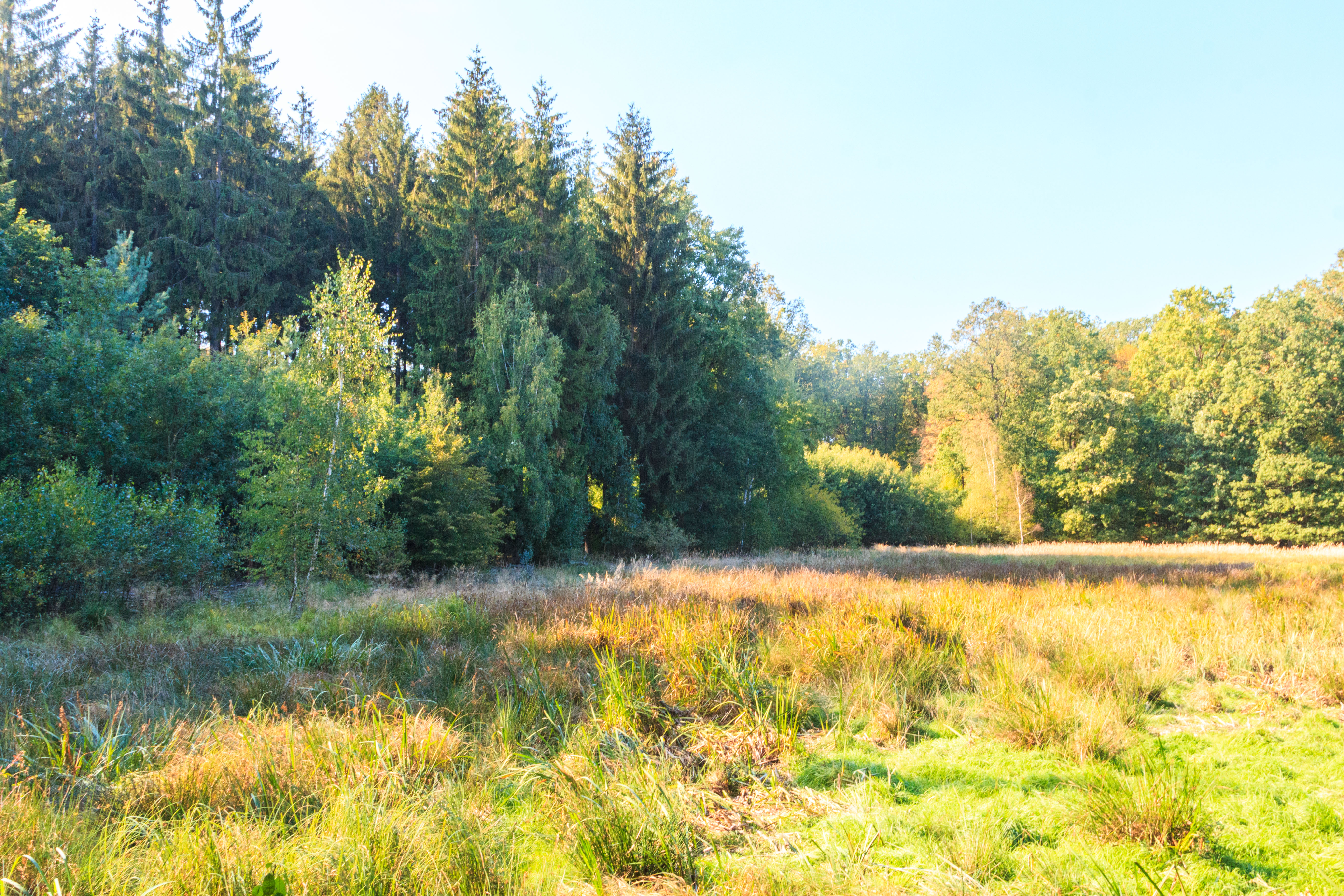
pohled na rybník Na Křemenci
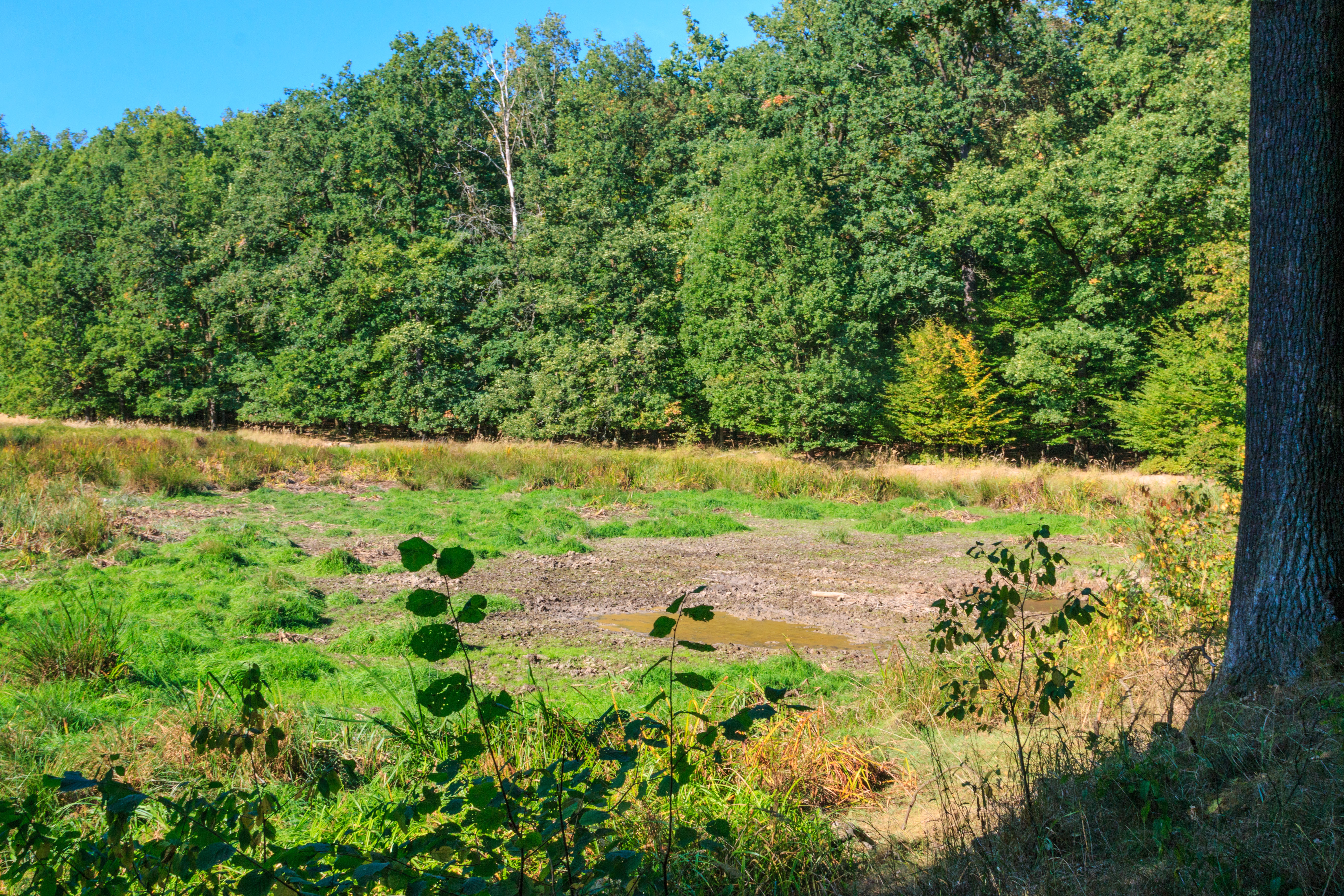
pohled na rybník Na Křemenci
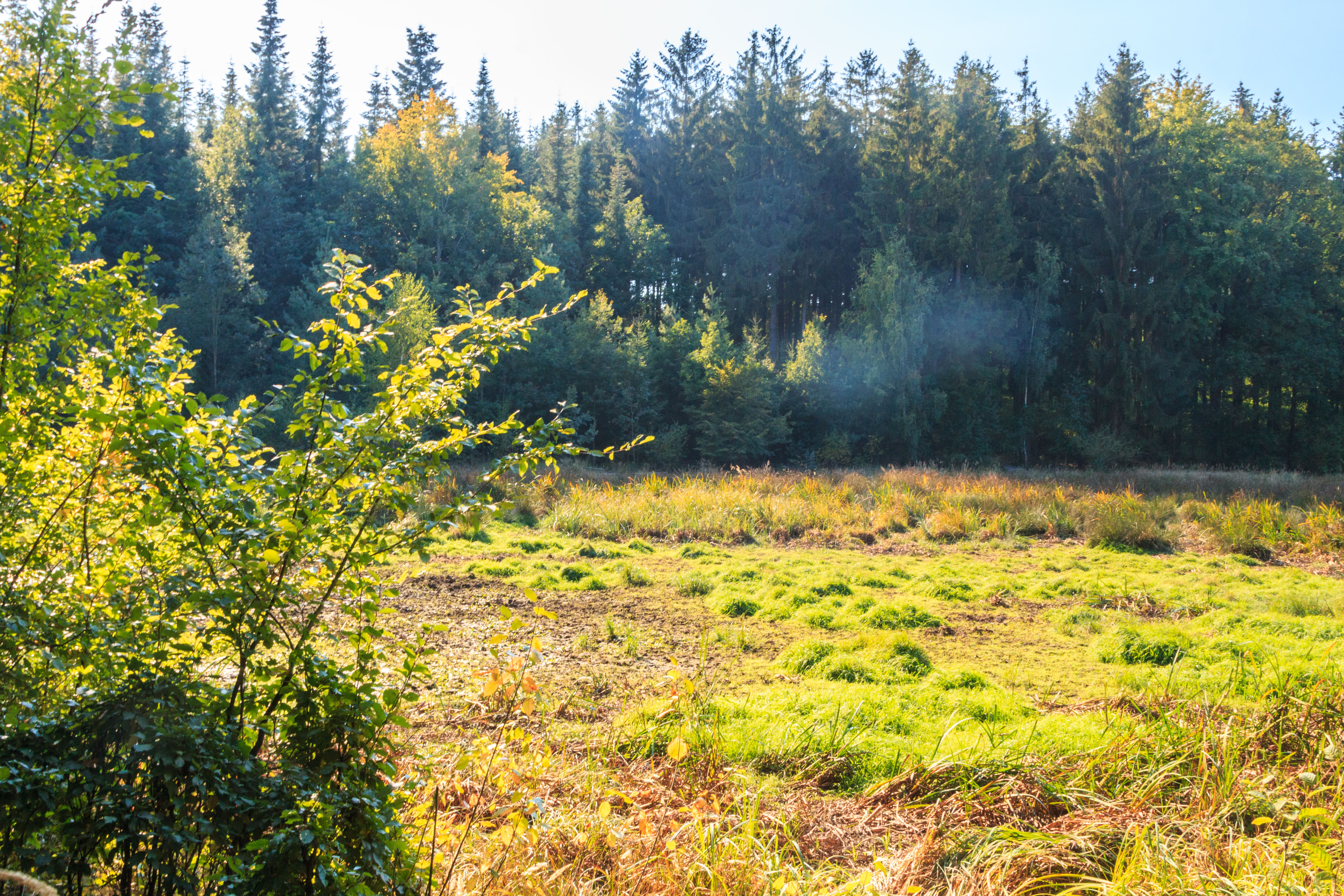
pohled na rybník Na Křemenci